# NGC 4159
NGC 4159 is een spiraalvormig sterrenstelsel in het sterrenbeeld Draak. Het hemelobject werd op 12 december 1797 ontdekt door de Duits-Britse astronoom William Herschel.

## Synoniemen
- UGC 7174
- MCG 13-9-15
- ZWG 352.22
- IRAS 12085+7624
- PGC 38777